# Leonberg (Opper-Palts)
Leonberg is een gemeente in de Duitse deelstaat Beieren, en maakt deel uit van het Landkreis Tirschenreuth.
Leonberg telt 1.028 inwoners.
Bad Neualbenreuth ·
Bärnau ·
Brand ·
Ebnath ·
Erbendorf ·
Falkenberg ·
Friedenfels ·
Fuchsmühl ·
Immenreuth ·
Kastl ·
Kemnath ·
Konnersreuth ·
Krummennaab ·
Kulmain ·
Leonberg ·
Mähring ·
Mitterteich ·
Neusorg ·
Pechbrunn ·
Plößberg ·
Pullenreuth ·
Reuth bei Erbendorf ·
Tirschenreuth ·
Waldershof ·
Waldsassen ·
Wiesau